# Первый Всеукраинский съезд депутатов всех уровней в Северодонецке
Съезд в Северодонецке 28 ноября 2004 года (укр. З'їзд у Сєвєродонецьку 28 листопада 2004 року, также — Северодонецкий съезд, укр. Сєвєродонецький з'їзд) — Всеукраинский съезд депутатов-противников Оранжевой революции (в основном участников Партии регионов и КПУ), организованный с целью выработки общей стратегии действий. Прошёл в Ледовом дворце города Северодонецка Луганской области.

## Причины созыва
Заявленный повод для съезда – политический кризис, вызванный Оранжевой революцией. Съезд был ответом западным областям и Киеву, не признавшим первоначальные результаты выборов 2004 года (по которым ЦИК отдала победу Виктору Януковичу): на западе страны требовали пересчитать голоса и признать победителем Виктора Ющенко. Боясь потерять в таком случае власть в регионах, некоторые региональные элиты начали работу над дискредитацией Ющенко как законного президента Украины, а в случае его победы планировали решиться на ультиматум – провозгласить создание «Юго-восточной украинской автономной республики» (поданного под видом радикальной федерализации сепаратистского образования с Януковичем у власти).

## Организация съезда
Организации съезда предшествовал ряд заявлений, решений и постановлений в областях Юга и Востока Украины.
26 ноября 2004 г. очередная сессия Луганского областного совета большинством голосов приняла решение о создании Автономной Юго-Восточной Украинской Республики. В этот же день луганские депутаты обратились к президенту России Владимиру Путину за поддержкой. На следующий день, 27 ноября внеочередная сессия Харьковского областного совета постановила создать исполнительные комитеты областного и районных советов Харьковской области и наделить их полномочиями органов государственной власти. Председателем областного исполнительного комитета сессия избрала губернатора области Евгения Кушнарёва. Ему было поручено вести координацию действий по стабилизации общественно-политической ситуации с Верховным советом Крыма, Донецким, Днепропетровским, Запорожским, Луганским, Одесским, Херсонским, Николаевским облсоветами, Севастопольским городским советом. Кушнарёв при обострении ситуации должен был координировать действия с этими органами власти для создания Юго-Восточной автономии. Харьковская область прекратила перечисления средств в республиканский бюджет до стабилизации политической обстановки в Киеве.
Провести общее собрание лояльных Януковичу политиков предполагалось сначала в Донецке, потом в Харькове, после отказа местных чиновников – в Северодонецке Луганской области. Определяющую роль в организации съезда сыграли действия Евгения Кушнарёва.

## Ход событий на съезде
Всеукраинский съезд народных депутатов и депутатов местных советов всех уровней состоялся 28 ноября 2004 г., на него съехались около 3,5 тысяч делегатов из 17 регионов Украины: были представлены Донецкая, Днепропетровская, Житомирская, Запорожская, Кировоградская, Луганская, Николаевская, Одесская, Полтавская, Сумская, Харьковская, Херсонская, Черниговская области, Крымская автономия и город Севастополь. По заявлению организаторов, делегаты из Черкасской и Закарпатской областей не смогли приехать по техническим причинам.
Из крупных политиков и общественных деятелей на съезде выступили кандидат в президенты Украины Виктор Янукович, приехавший по поручению президента РФ Владимира Путина мэр Москвы Юрий Лужков, глава Харьковской области Евгений Кушнарёв, председатель Луганского областного совета Виктор Тихонов, губернатор Донецкой области Анатолий Близнюк, председатель Донецкого областного совета Борис Колесников и другие.
Один из присутствовавших на съезде журналистов так описывал его первые минуты: Янукович опоздал к началу из-за нелётной погоды. На крик «Янукович Президент Украины!» зал ответил овацией и приветственными криками. Первым выступил молодой человек из Сумской области, сообщил о блокировке городского совета сторонниками революции и заявил: «Мы не сдадимся». Затем металлург из Алчевска рассказал о происходящем в Киеве: «Там страшные дела творятся. Они вообще ни перед чем не остановятся. Мне кажется, что все свободы закончились. Они хотят власти, а мы для них — временное препятствие. Нужно что-то делать». Один из депутатов сказал, перефразируя Дзержинского, что отсутствие судимостей у Ющенко и его приближенных не их заслуга, а показатель плохой работы МВД. Представители Крыма поддержали Януковича и заявили о единстве с юго-восточным регионом. Однако это были лишь эмоции, и все ожидали главных слов от Кушнарёва и Колесникова.
Председатель Донецкого областного совета Борис Колесников выступил первым и обозначил причины созыва съезда:
 на Украине сегодня сложилась чрезвычайная ситуация. Вслед за оппозиционными политиками, Верховная Рада преступила Закон и попрала Конституцию страны. Ситуация выходит из-под контроля. Мы до последнего момента надеялись на спокойное разрешение конфликта. Но сейчас уже понятно, что это стало невозможным принципиально. Мы обязаны защищать интересы своих избирателей. И если нам не дадут защитить свой выбор, мы готовы идти на крайние меры. В этом случае мы предлагаем: выразить недоверие всем высшим органам государственной власти, которые нарушили закон. Создать новое юго-восточное украинское государство в форме федеративной республики. Столицей нового государства станет Харьков, таким образом, будет восстановлена первая столица независимой Украинской республики. Чтобы защититься от противоправных действий, направленных на наших соратников-губернаторов, в соответствии с законом Украины о местном самоуправлении, больше не делегировать полномочий обладминистрациям, а на её основе создавать областные исполкомы. <...> Экономическое процветание и стабильность новому государству обеспечит его высокий промышленный потенциал и членство в ЕЭП. Мы также заверяем мировое сообщество в том, что новое государственное образование будет иметь самую демократическую Конституцию в мире.
Было отмечено, что наиболее ярким и эмоциональным на съезде было выступление главы Харьковской области Е. П. Кушнарёва:

В течение недели в Украине осуществлялся тщательно спланированный и подготовленный, великолепно профинансированный антигосударственный переворот. По самым современным технологиям оболванивания людей пытались любыми методами, в том числе и силовыми, воцарить на трон самозванного Президента. Это все не ново. Мы знаем, что не вина этих сотен тысяч людей, которые сегодня стоят там, потому что харизматические церкви, такие, как церковь Муна, миллионы людей выводят на площади, и они повинуются одному мановению руки. Люди не виноваты, виновата та страшная рука, которая управляет этими людьми. Не вышло!
Их планы, хотя и застали нас врасплох, но провалились. Самое главное — власть в Украине не пала, во всяком случае, у нас есть на сегодня еще действующий по Конституции Президент, у нас абсолютно полноправный Премьер-министр. У нас половина Украины с нашей властью!
Сегодня уже очевидно, что мир ни при каких условиях самозванца не признает. <…>
<…>
Но не надо испытывать наше терпение. На любой выпад у нас есть достойный ответ вплоть до самых крайних мер. И я хочу напомнить горячим головам под оранжевыми знаменами: от Харькова до Киева — 480 километров, а до границы с Россией — 40!
Мы хотим жить в государстве, где каждый человек защищен. Защищены его права, его культура, его язык, его история, его традиции и его обычаи. Мы понимаем, что восток имеет серьезнейшее отличие от Галичины, мы не навязываем Галичине наш образ жизни, но мы никогда не позволим Галичине учить нас, как нужно жить!
Мы должны сохранить главный духовный стержень, который нас объединяет, нашу веру. Мы не примем навязываемый нам образ жизни, мы не примем чужие символы, наш символ — православие!
<…> Мы должны еще раз решительно и твердо заявить, что никогда ни при каких условиях мы не признаем самозванно коронованного Президента. Президентом будет Виктор Федорович, пройдя через все законные процедуры! И нам хватит терпения дойти до конца!
<…>Мы хотим спокойно жить, работать, <…> но над нашей страной, над нашим будущим нависла страшная, оранжевая угроза. Поэтому <призываю всех быть непоколебимыми> и отстоять наш выбор.
— Евгений Кушнарёв. «Конь рыжий. Записки контрреволюционера», ст. 121- 123.
Выступивший за Кушнарёвым губернатор Донецкой области Анатолий Близнюк предложил идею проведения референдума по вопросу о создании Юго-Восточного автономного образования.
Мэр Москвы Юрий Лужков заявил на съезде, что в Украине действуют две полярные силы: «С одной стороны, грубое вмешательство в дела Украины, с другой — Россия, которая с полным уважением относится к суверенитету страны. Я, как мэр Москвы, готов снять свою любимую кепку, чтобы быть похожим на Виктора Януковича».
Другие политики, будучи более сдержанными в оценках, также поддержали предложенные идеи и направления действий. Прибывший на съезд В. Янукович заявил: «Я никогда не предам вас и всегда буду идти вместе с вами. <…> Давайте постараемся найти решение без радикальных мер. Если прольется хоть одна капля крови, этот поток уже не остановить. Защита законов и прав людей — наша цель». Его сдержанность во многом предопределила провал мероприятия.

## Решения съезда

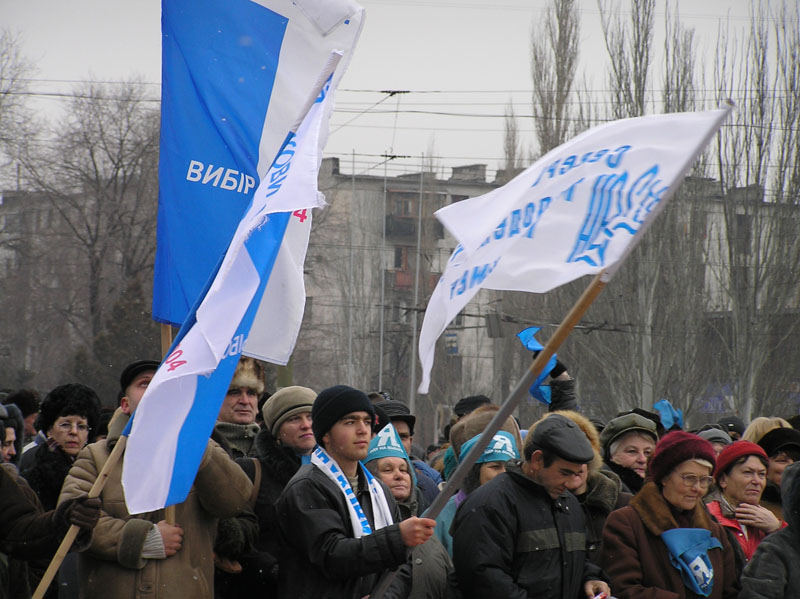
Северодонецк, 28 ноября 2004 года. Митинг в поддержку съезда

Главные заявления съезда — признание Януковича законным президентом Украины и ультиматум, согласно которому в случае прихода к власти (по мнению участников съезда — нелегитимного) президента В. Ющенко съезд оставляет за собой право на действия, направленные на защиту прав граждан своих регионов, вплоть до создания Юго-Восточной автономии.
Было принято решение о создании Межрегионального совета органов местного самоуправления украинских регионов. Местом работы этого совета, а также исполнительной дирекции определили Харьков, который предполагалось сделать столицей новой автономной республики.
В Луганской и Донецкой областях был запланирован на первую половину декабря 2004 г. референдум по вопросу обретения статуса самостоятельных республик в составе украинской федерации. Кроме того, Луганский и Донецкий облсоветы вслед за Харьковским заявили о переподчинении себе милиции и других госструктур и о прекращении перечислений денег в госбюджет.

## Итоги
Игнорирование В. Путиным просьбы о поддержке и нерешительность руководства съезда, стремившегося к компромиссу с бывшей оппозицией, привели к тому, что его идеи не были приняты лояльной Януковичу высшей политической элитой. В результате стратегическая цель съезда осталась нереализованной, и создание предлагаемой Юго-Восточной Украинской Республики не состоялось, поскольку Ющенко и Партия Регионов решили конфликт политически.
Ющенко характеризовал съезд как проявление «сепаратизма», с соответствующими обвинениями к его организаторам и участникам. Леонид Кучма, вначале поддержавший инициативу и помогавший с организацией съезда, по итогу «осудил» его. Критиковавшиеся на съезде «оранжевые» политические силы начали ответную информационно-политическую кампанию, направленную на негативное освещение решений съезда. Несмотря на интерес жителей Украины к событию, информация о нём и его итогах получила предубежденно-негативную окраску в СМИ.
Против участников Съезда начались преследования со стороны политических структур, были открыты уголовные дела. Наиболее пострадали от преследования глава Харьковской области Евгений Кушнарёв и председатель Донецкого областного совета Борис Колесников, которых власти обвинили в сепаратизме, попытке насильственного изменения границ Украины и заключили в тюрьму. Однако вскоре все уголовные дела были закрыты за отсутствием состава преступления, оставив только политический резонанс.
Ледовый дворец, где проходил съезд, был уничтожен в 2022 году в ходе российского вторжения на Украину.